# List otwarty w sprawie narkomanii
List otwarty w sprawie narkomanii – list otwarty z 5 czerwca 1981 napisany przez kilkuosobową grupę warszawskich licealistów i podpisany przez 1570 uczniów z osiemnastu warszawskich szkół (podpisy zebrano w trzy dni, głównie w szkołach średnich, szczególnie dotkniętych problemem narkomanii). Wystąpienie było egzemplifikacją powszechnej krytyki braku odpowiednich reakcji państwa oraz jego instytucji na problematykę narkomanii w Polsce i po raz pierwszy unaoczniło szerokim masom społecznym istnienie takiego problemu w kraju.
List po raz pierwszy w Polsce poruszył na szerokim forum publicznym, ukrywany dotąd przez komunistyczne władze, problem narastającej ówcześnie w środowiskach szkolnych narkomanii, łatwego dostępu do narkotyków i uzależniania się młodzieży. Wystąpienie zaadresowane było do Sejmu, Rady Państwa, Komitetu Centralnego PZPR, ministrów i kilku  redakcji znaczących czasopism. Po raz pierwszy w środkach masowego przekazu pojawiła się też nazwa Monar. Młodzież napisała m.in.: My uczniowie szkół warszawskich jesteśmy w dramatycznej sytuacji. W naszych szkołach szerzy się narkomania. Nawet 12-letnie dzieci biorą już środki odurzające, które można dostać od handlarzy w bardzo łatwy sposób. Wiele tysięcy spośród nas nie ma możliwości wyleczenia się z choroby w jaką wpadli, najczęściej niestety, z własnej winy. Chcemy jednak ratować się. Wiemy, że z tej choroby można się wyleczyć, jeżeli nam ktoś pomoże. Niestety na nauczycieli nie możemy liczyć. Rodzice nie chcą nas zrozumieć. Milicji boimy się, ale strach nie wystarcza do wyleczenia. Latem 1981 list wywołał znaczące poruszenie w społeczeństwie, tematykę narkomanii po raz pierwszy podjęła telewizja, radio i czasopisma. Publicznie wypowiadał się m.in. Marek Kotański. Organizowano liczne spotkania z młodzieżą. Ostatecznie 4 sierpnia 1981 zarejestrowano Ruch na Rzecz Przeciwdziałania Narkomanii Monar, co było w dużej mierze efektem wystosowania listu. Opublikowanie wystąpienia przez Życie Warszawy było przyczynkiem do pierwszej publicznej krajowej dyskusji na temat narkomanii i na trwałe umieściło tę problematykę w świadomości społecznej. 